# 雲竜区
雲竜区（うんりゅう-く）は中華人民共和国江蘇省徐州市に位置する市轄区。

## 行政区画
- 街道:彭城街道、子房街道、黄山街道、駱駝山街道、大郭荘街道、翠屏山街道、漢風街道、大竜湖街道、潘塘街道